# Vivian Campbell
Vivian Patrick Campbell (* 25. srpen 1962, Belfast, Severní Irsko) je irský rockový kytarista a zpěvák. V současné době hraje se skupinami Def Leppard a Thin Lizzy. Před nástupem do Def Leppard v dubnu 1992, byl člen Whitesnake, Sweet Savage, Trinity, Riverdogs a Shadow King. Poprvé se prosadil jako zakládající člen skupiny Ronnieho Jamese Dia Dio. Od roku 2014 vystupuje se skupinou Last in Line.

## Diskografie

### Sweet Savage
- "Take No Prisoners"/"Killing Time" (1981)
- "Whiskey In The Jar"

### Dio
- Holy Diver (1983)
- The Last in Line (1984)
- Sacred Heart (1985)
- The Dio E.P. (1986)
- Intermission (1986)

### Lou Gramm solo
- Long Hard Look (1989)

### Riverdogs
- Riverdogs (1990)

### Shadow King
- Shadow King (1991)

### Gotthard
- Gotthard (1992)

### Def Leppard
- Retro Active (1993)
- Vault: Def Leppard's Greatest Hits (1980-1995) (1995)
- Slang (1996)
- Euphoria (1999)
- X (2002)
- Best of Def Leppard (2004)
- Rock of Ages: The Definitive Collection (2005)
- Yeah! (2006)
- Songs from the Sparkle Lounge (2008)

### Clock
- Through Time (1998)

### Solo
- Two Sides Of If (2005)